# Alix (Vorname)
Alix ist ein – zumeist – weiblicher Vorname.
Er ist eine französische Variante des englischen Namens Alice, der seinen Ursprung im Namen Adelheid hat. Die Bedeutung des Namens Alix kann mit „die Adelige“, „von edlem Wesen“ und „die Vornehme“ übersetzt werden.

## Bekannte Namensträgerinnen
Mittelalter (chronologisch)
- Alix Petronilla von Aquitanien (* um 1125; † 1151), Gräfin von Vermandois
- Alix von Frankreich, Gräfin von Blois (1150–1197/1198), Tochter von König Ludwig VII.
- Alix von Frankreich, Gräfin von Vexin (1160/1170–nach 1218), französische Königstochter
- Alix von Bretagne (1243–1288) (auch Alix von Blois), französische Adlige und Kreuzfahrerin
- Alix von Courtenay († 1218), Gräfin von Joigny und Angoulême
- Alix de Montmorency († 1221), französische Adlige des hohen Mittelalters
- Alix von Montferrat (Alasia von Montferrat, 1210–1233), Königin von Zypern
- Alix von Thouars (1200–1221), Herzogin von Bretagne und Vizegräfin von Thouars aus eigenem Recht von 1213 bis 1221
- Alix des Baux (1367–1426), französische Adlige, Herrin von Les Baux

Neuzeit (alphabetisch)
- Alix Aymé (1894–1989), französische Malerin
- Alix von Cotta (1842–1931), deutsche Lehrerin und Schulleiterin
- Alix Delaporte (* 1969), französische Filmregisseurin und Drehbuchautorin
- Alix Dobkin (1940–2021), US-amerikanische Folksängerin, Songwriterin, Biografin und feministische Aktivistin
- Alix Dudel (* 1956), deutsche Sängerin und Schauspielerin
- Alix Faßmann (* 1983), deutsche Journalistin und Buchautorin
- Alix Hänsel (* 1951), deutsche Prähistorische Archäologin
- Alix von Hessen-Darmstadt (1872–1918), Zarin von Russland
- Alix Heyblom (* 2004), deutsch-französische Schauspielerin
- Alix Jamieson (* 1942), britische Weitspringerin, Sprinterin und Hochspringerin
- Alix Koromzay (* 1969), US-amerikanische Schauspielerin
- Alix Le Clerc (1576–1622), französische Ordensschwester, Mitbegründerin der Augustiner-Chorfrauen
- Alix von Melle (* 1971), deutsche Höhenbergsteigerin
- Alix Poisson (* 1979), französische Schauspielerin
- Alix Kates Shulman (* 1932), US-amerikanische Schriftstellerin und feministische Aktivistin
- Alix Strachey (1892–1973), US-amerikanische Psychoanalytikerin
- Alix Talton (1920–1992), US-amerikanische Schauspielerin
- Alix d’Unienville (1918–2015), französische Widerstandskämpferin und Schriftstellerin
- Alix de Watteville (1889–1964), Schweizer Schriftstellerin

## Namensträger
- Alix Combelle (1912–1978), französischer Swing-Tenorsaxophonist und Bandleader
- Alix Jaccard (1905–1976), Schweizer Politiker (SP)
- Alix Kévynn Nyokas (* 1986), französischer Handballspieler